# Marly (Grand Est)
Marly è un comune francese di 9 911 abitanti situato nel dipartimento della Mosella nella regione del Grand Est.

## Storia

### Simboli
Lo stemma del comune riprende il blasone dei signori di Marly, nobile famiglia di antico lignaggio.

## Società

### Evoluzione demografica
Abitanti censiti

## Amministrazione

### Gemellaggi
- Weissach im Tal, dal 1989
- Majskij, dal 2009
- Baiso, dal 2011